# Coelodonta antiquitatis
Il rinoceronte lanoso (Coelodonta antiquitatis Blumenbach, 1807) è una specie estinta del genere Coelodonta vissuta nel Pliocene superiore-Pleistocene superiore, tra i 3,6 milioni e i 10.000 anni fa circa (Piacenziano-Olocene), in Europa e nel nord dell'Asia, durante le ultime glaciazioni. Il nome del genere Coelodonta significa "dente cavo", mentre il nome della specie, antiquitatis, significa "dell'antichità". Il rinoceronte lanoso faceva parte della megafauna del Pleistocene.

## Descrizione

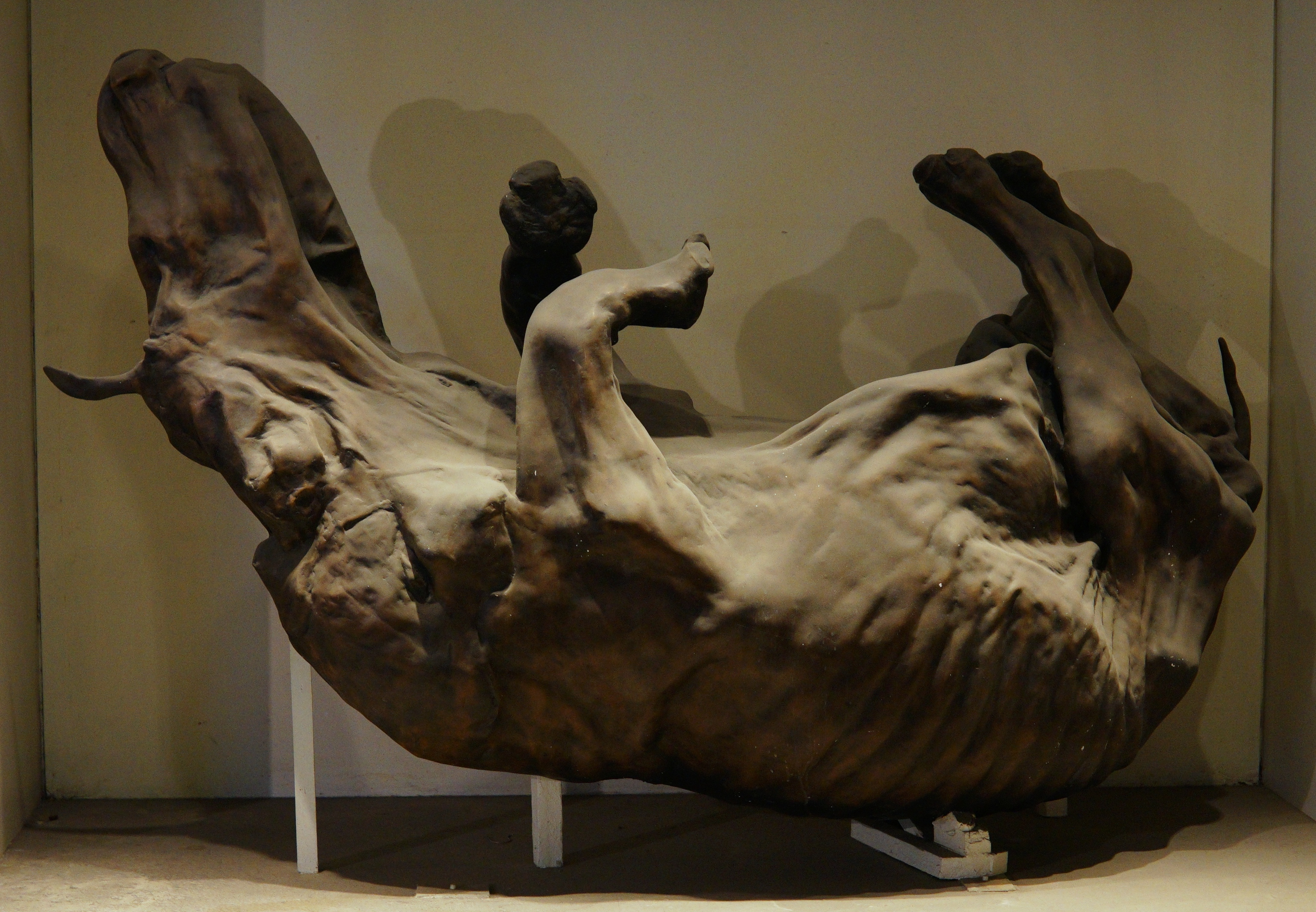
Esemplare mummificato di C. antiquitatis, al Museo di Storia Naturale di Londra

La maggior parte della documentazione del rinoceronte lanoso deriva da individui mummificati provenienti dalla Siberia e da pitture rupestri. Un rinoceronte lanoso adulto raggiungeva tipicamente i 3-3,8 metri di lunghezza, con un peso stimato di circa 1.800-2.700 kg-3.000 kg. Un esemplare adulto poteva crescere anche fino a 2 metri di altezza; la corporatura dell'animale era quindi paragonabile o leggermente più grande, a quella del moderno rinoceronte bianco. I due corni nasali sul cranio erano fatti interamente di cheratina, e il corno anteriore poteva raggiungere i 61 cm di lunghezza, mentre il secondo era più piccolo e posizionato fra gli occhi. Il corpo era ricoperto da una pelliccia spessa e lunga, le orecchie erano piccole e corte, le zampe erano grosse e il corpo tozzo. Alcune pitture rupestri suggeriscono una vasta fascia scura tra le zampe posteriori e quelle anteriori, ma tale caratteristica non è universale ed è piuttosto incerta.
Originariamente, l'aspetto dell'animale era conosciuto solo attraverso pitture rupestri preistoriche, fino alla scoperta di un esemplare completamente conservato (a cui manca solo il pelo e gli zoccoli) scoperto in un pozzo di catrame a Starunia, ora in Ucraina. L'esemplare in questione è una femmina adulta, ora in mostra all'Accademia polacca delle scienze, di Cracovia. In seguito sono stati ritrovati diversi campioni congelati anche in Siberia, l'ultimo esemplare in buono stato di conservazione è stato ritrovato nel 2020 e precedentemente un esemplare nel 2007.

## Paleobiologia

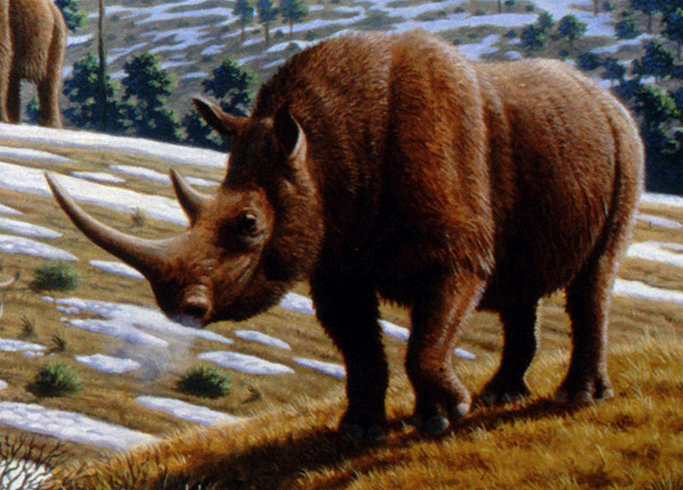
Ricostruzione artistica di rinoceronte lanoso

Il rinoceronte lanoso utilizzava le sue corna a scopo difensivo e per attrarre i compagni. Durante la Greenland Stadial 2 (l'ultimo massimo glaciale,) il Mare del Nord si ritirò verso nord, e i livelli del mare si abbassarono fino a 125 metri rispetto ad oggi. Il rinoceronte lanoso vagava per il Doggerland e in gran parte del Nord Europa ed era comune nel freddo, arido deserto  che attualmente corrisponde al sud dell'Inghilterra e al Mare del Nord. Il suo range geografico espandeva e si ritraeva a seconda dei cicli delle glaciazioni e dei disgeli, costringendo le popolazioni a migrare per seguire i ghiacciai che si allontanavano. Il rinoceronte lanoso è coesistito con il mammuth lanoso e con molti altri grandi mammiferi estinti della megafauna del Pleistocene. Un parente stretto del rinoceronte lanoso, l'Elasmotherium, aveva un areale esteso più a sud.
Nel 2011, è stato ritrovato un esemplare di 3,6 milioni di anni fa, il più antico finora rinvenuto, scoperto sul freddo Altopiano del Tibet, suggerendo che questi animali siano vissuti anche in quelle aree durante un periodo in cui la zona era più calda. Si ritiene che la migrazione da lì al nord dell'Asia e dell'Europa sia iniziata durante l'era glaciale.
Le femmine davano in genere alla luce uno o occasionalmente due cuccioli.

### Evoluzione

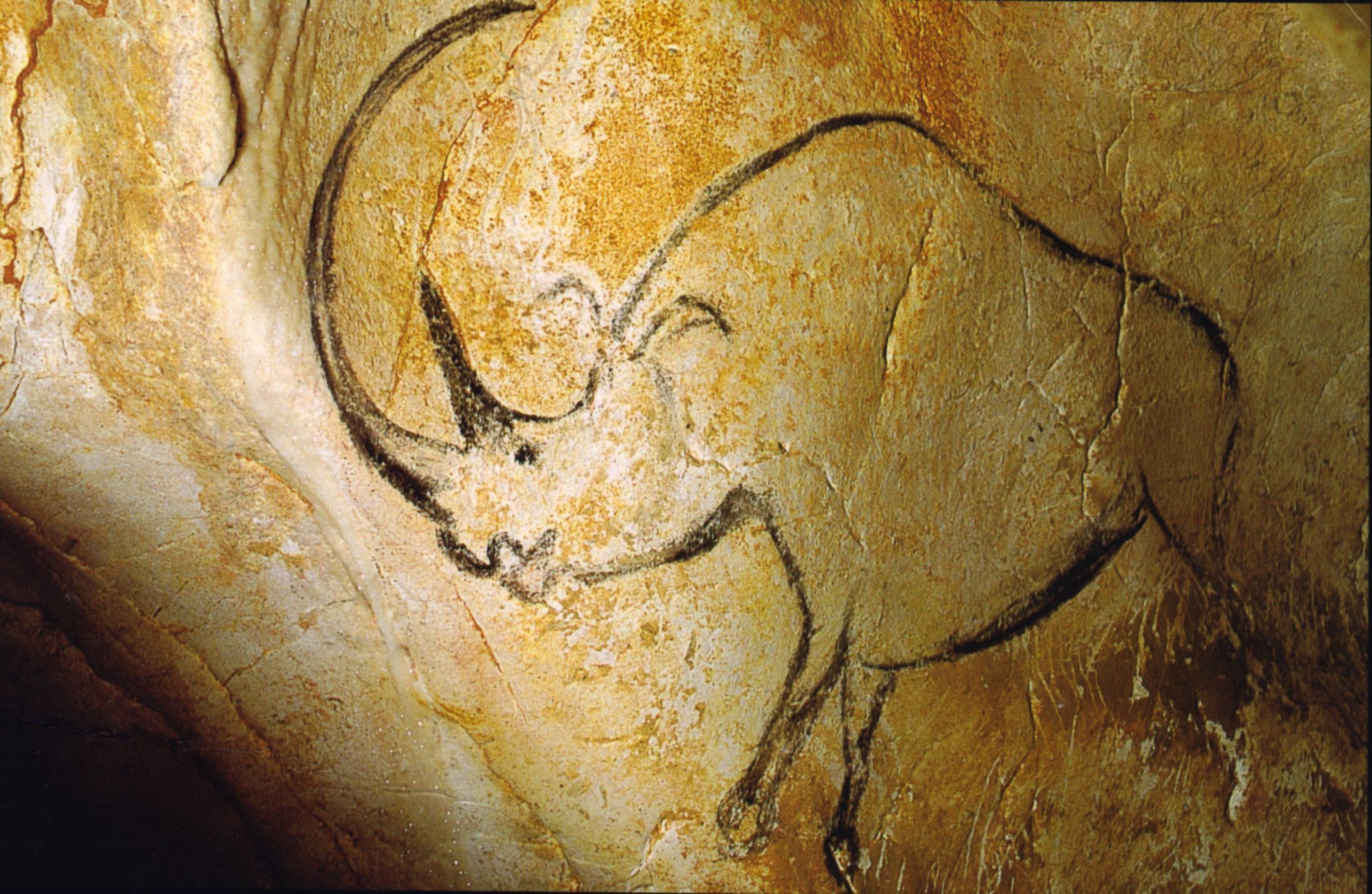
Pittura rupestre nella Grotta Chauvet, raffigurante un rinoceronte lanoso

Come ultimo e più recente membro del lignaggio dei rinoceronti del Pleistocene, il rinoceronte lanoso era ben adattato al suo ambiente. Gli arti tozzi e lo spesso manto di pelo lo rendevano estremamente adatto all'ambiente di steppa-tundra, prevalente in tutta l'ecozona paleartica durante le glaciazioni del Pleistocene. Come la stragrande maggioranza dei rinoceronti, l'anatomia del rinoceronte lanoso aderiva alla morfologia conservatrice dei primi rinoceronti vista nel tardo Eocene.
Uno studio del DNA di un esemplare risalente a 40.000-70.000 anni fa, ha dimostrato che il parente esistente più vicino al rinoceronte lanoso è il rarissimo rinoceronte di Sumatra.

### Dieta

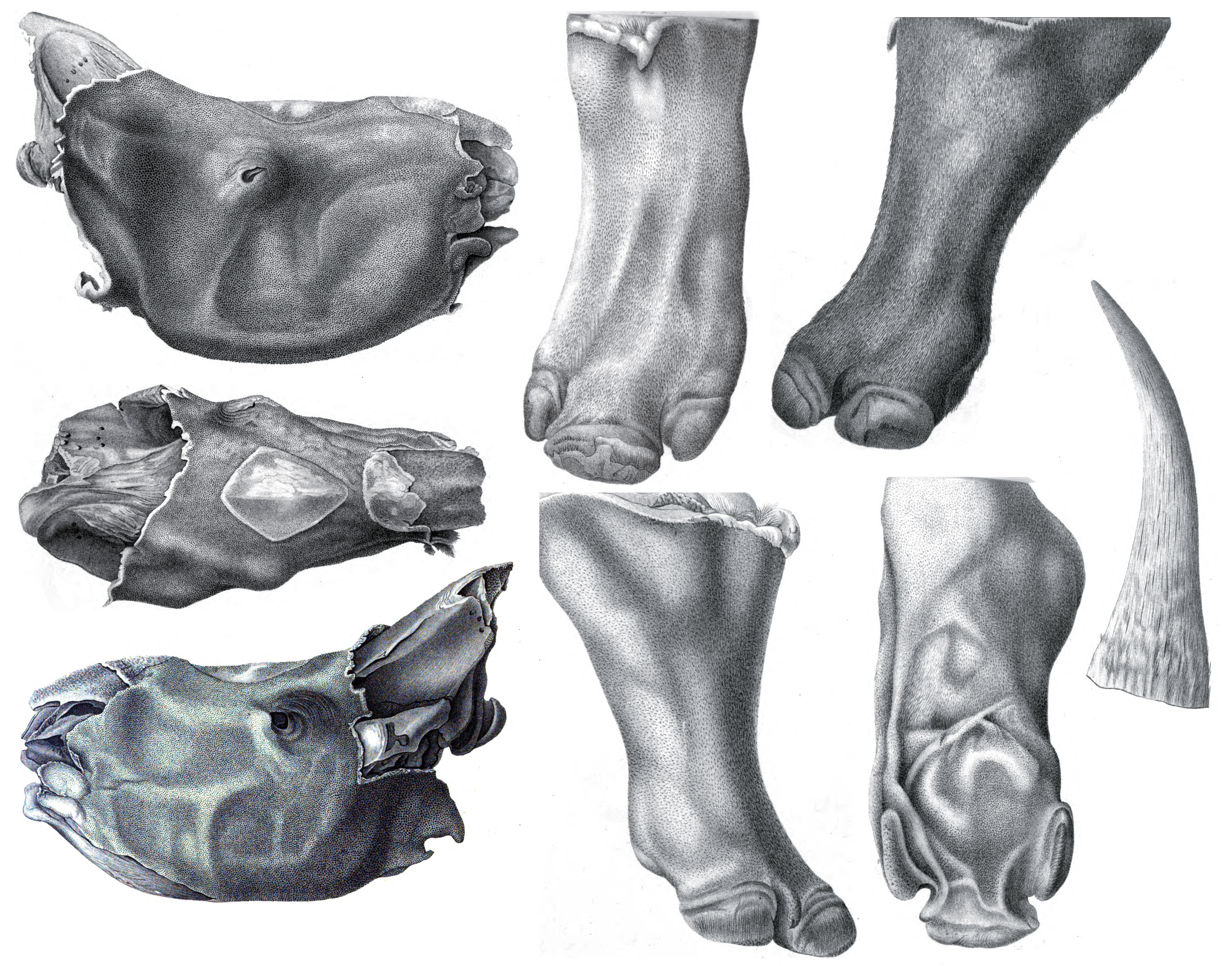
Testa, gambe e corno mummificati dalla Siberia, 1849

A lungo i paleontologi si sono interrogati sulle precise preferenze alimentari dei rinoceronti lanosi, e infine hanno concordato che, come i loro parenti moderni, anche questi animali pascolavano e si nutrivano di arbusti. La palaeodieta del rinoceronte lanoso è stata ricostruita utilizzando diverse linee di evidenza. Le ricostruzioni climatiche indicano che l'ambiente preferito dell'animale erano le fredde e aride steppe-tundra, che condivideva con altri grandi erbivori che costituivano una parte importante del ciclo di retroazione. L'analisi dei pollini mostra una prevalenza di erbe e carici, di un più complesso mosaico di vegetazione.
Uno studio sul ceppo vettore biomeccanico del cranio, della mandibola e dei denti, di un esemplare conservato recuperato a Whitemoor Haye, Staffordshire, ha rivelato una muscolatura e caratteristiche dentali che supportano una preferenza per l'alimentazione al pascolo. In particolare, l'allargamento del muscolo temporale e dei muscoli del collo è coerente con la richiesta di resistere alle elevate forze generate per pascolare. La presenza di un grande diastema sostiene questa teoria.
Il confronto con altri perissodattili moderni conferma che Coelodonta era un ruminante con un singolo stomaco, e come tale si sarebbe nutrito di piante ricche di cellulosa e proteine. Questo metodo di digestione avrebbe richiesto un grande flusso di cibo e collega quindi la grande bocca al basso contenuto nutritivo delle erbe e delle carici scelte.
Prove recenti suggeriscono che rinoceronti lanosi vivessero in regioni artiche durante l'ultimo massimo glaciale, consumando grandi quantità di erbe, come l'Artemisia e graminoidi.

## Estinzione

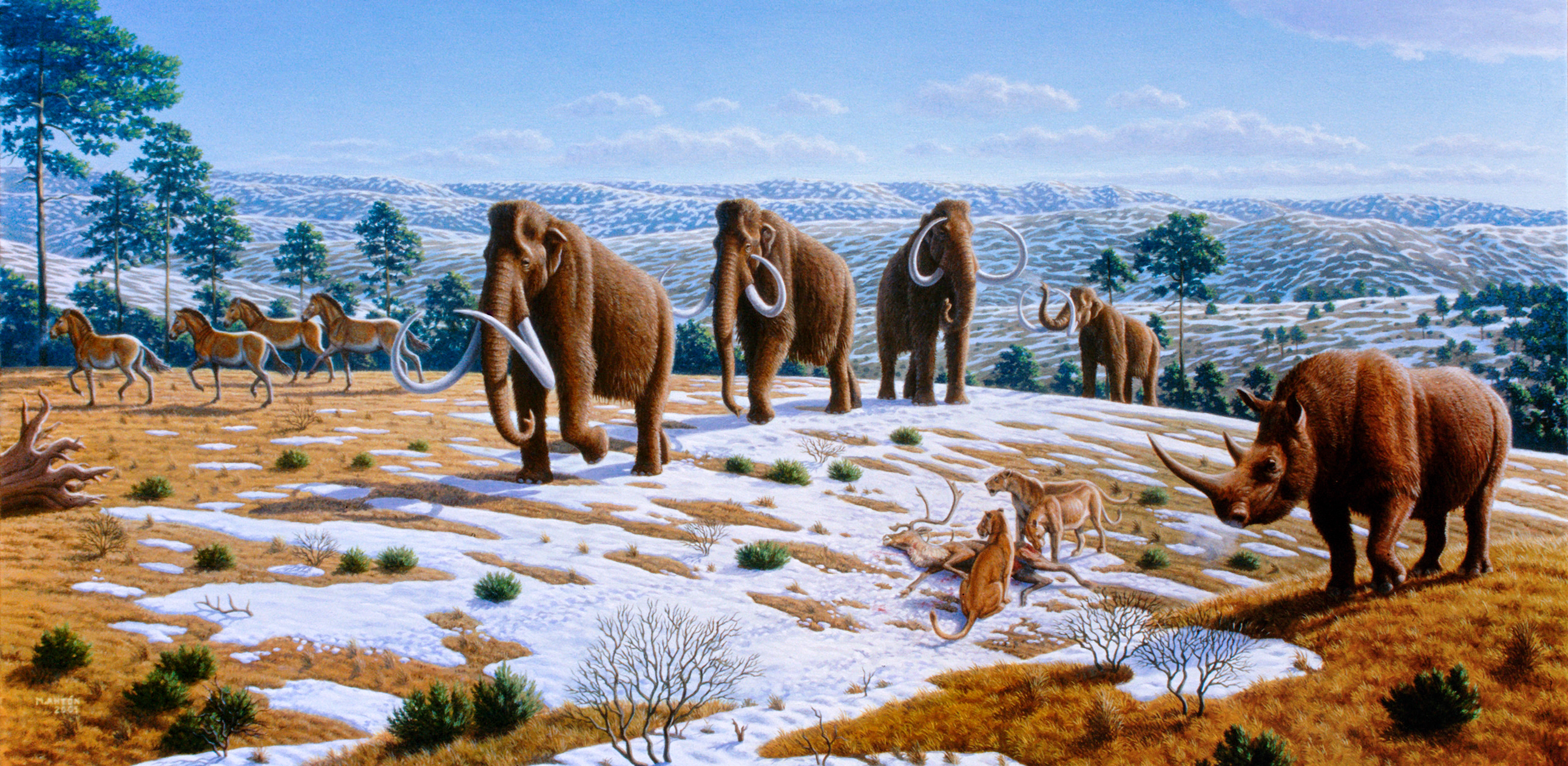
Rinoceronte lanoso, mammuth lanosi, leoni delle caverne ed Equus ferus ferus nel nord dell Spagna del Pleistocene superiore, di Mauricio Antón.

Molte specie della megafauna del Pleistocene, come il rinoceronte lanoso, si estinsero nello stesso periodo di tempo. La caccia umana è spesso citata come una delle cause. Altre teorie per la causa dell'estinzioni sono attribuite ai cambiamenti climatici associati alla sfuggente era glaciale e all'ipotesi di un'epidemia. Una delle teorie più ampiamente accettata afferma che, anche se il rinoceronte lanoso era specializzato per sopravvivere al freddo, era anche in grado di sopravvivere in climi più caldi (Shapiro). Questo suggerisce che il cambiamento climatico non è l'unico fattore che contribuisce all'estinzione dei rinoceronti (Naish). Altre specie adattate ai climi freddi, come le renne, i buoi muschiati e i bisonti europei, sopravvissero a questo periodo di cambiamento climatico e molti altri simili, avvalorando l'ipotesi di una caccia 'eccessiva' per il rinoceronte lanoso ad opera dei primi uomini.
Recenti datazioni al radiocarbonio indicano popolazioni superstiti anche recentemente, nell'VIII millennio a.C. nella parte occidentale della Siberia. Tuttavia, la precisione di questa data è incerta, in quanto esistono diversi altipiani al radiocarbonio in questo periodo. L'estinzione non coincide con la fine dell'ultima era glaciale, ma coincide con una grave inversione climatica minore che durò per circa 1.000-1.250 anni, il Dryas recente (GS1-Groenlandia stadiale 1), caratterizzato dall'avanzamento dei ghiacciai e da un grave raffreddamento a livello globale, in un breve interludio verso il riscaldamento successivo e alla cessazione dell'ultima grande glaciazione (GS2), forse causa di un arresto della circolazione termoalina nell'oceano a causa di enormi afflussi di acqua dolce fredda dal precedente disgelo durante il caldo interstadiale (GI1-Groenlandia interstadiale 1: ca. 16.000-11.450 14 C anni BP).
Il Pinhole Man Cave è una figura del tardo Paleolitico di un uomo inciso su una costola di un rinoceronte lanoso, che si trova a Creswell Crags, in Inghilterra.

## Nella cultura di massa
Appare nel film Alpha - Un'amicizia forte come la vita.